# Meillers
Meillers is een gemeente in het Franse departement Allier (regio Auvergne-Rhône-Alpes) en telt 169 inwoners (1999). De plaats maakt deel uit van het arrondissement Moulins.

## Geografie
De oppervlakte van Meillers bedraagt 24,7 km², de bevolkingsdichtheid is 6,8 inwoners per km².
De onderstaande kaart toont de ligging van Meillers met de belangrijkste infrastructuur en aangrenzende gemeenten.

## Demografie
Onderstaande figuur toont het verloop van het inwonertal (bron: INSEE-tellingen).
Vanwege een beveiligingsprobleem met de MediaWiki Graph-software is het momenteel niet mogelijk deze grafiek weer te geven. Zodra de software is bijgewerkt zal de grafiek vanzelf weer zichtbaar worden.

## Bezienswaardigheid
- de kerk Saint-Julien, een parel van romaanse architectuur, is een van de belangrijkere romaanse kerken gelegen in de streek rond Souvigny. De mooi opgebouwde klokkentoren en het gebeeldhouwde portaal vallen meteen op. Het timpaan stelt een zegenende Christus voor die 'en gloire' in een mandorla troont. Boven de Christusfiguur prijkt een mijter, wat in deze streek wel meer voorkomt. De mandorla wordt aan elke zijde ondersteund door twee engelen. Naast elke engel staan vijf apostelen opgesteld die allemaal een eigen arcade boven het hoofd hebben. Het portaal vertoont ook enkele belangwekkende en originele kapitelen. Het kapiteel van de musicerende dieren is geïnspireerd door een verhaal van de Latijnse fabeldichter Phaedrus: een ezel speelt harp en een leeuw speelt vedel. Op een ander kapiteel wordt een gewonde ridder die door zijn paard meegevoerd wordt, onder een tros druiven afgebeeld. Binnen bevindt zich onder andere een romaanse Maagd 'en majesté' met kind uit de 12e eeuw, een type beeld dat in Auvergne dikwijls aangetroffen wordt (Orcival, Saugues, Le Puy-en-Velay etc.).